# Mamanguape
Mamanguape è un comune del Brasile nello Stato del Paraíba, parte della mesoregione della Zona da Mata Paraibana e della microregione del Litoral Norte.
Nel territorio della municipalità ricadono la Riserva biologica Guaribas, una riserva naturale integrale istituita nel 1990 e la Stazione ecologica del Pau Brasil, che tutela una popolazione degli omonimi alberi (Caesalpinia echinata).